# Uncommon Valor: Campaign for the South Pacific
Uncommon Valor: Campaign for the South Pacific est un jeu vidéo de type wargame développé par 2 By 3 Games et publié par Matrix Games en 2002 sur PC. Le jeu se déroule pendant la Seconde Guerre mondiale dans le pacifique. Il simule un scénario hypothétique dans lequel les japonais n’ont pas subies de pertes massives pendant la bataille de Midway et ont donc continué la guerre en pleine possessions de leurs moyens militaires.

## Accueil
| Uncommon Valor        |      |       |
| Média                 | Nat. | Notes |
| Computer Gaming World | US   | 3/5   |
| GameSpot              | US   | 78%   |
| IGN                   | US   | 82%   |